# Rosalba, la fanciulla di Pompei
Rosalba, la fanciulla di Pompei è un film del 1952, scritto, diretto, interpretato e prodotto da Natale Montillo.

## Trama
Il fattore don Andrea Ambrosano vive in una fattoria presso Pompei con Laura, la sua seconda moglie, e Rosalba, sua figlia adottiva. Laura, che è molto più giovane del marito, s'innamora di un giovane cliente ed amico di don Andrea, Giorgio De Montero, impiegato di Napoli. De Montero, che ha emesso tre cambiali con la firma falsificata del suo principale, vorrebbe invocare l'aiuto di Ambrosano ma Laura, che tiene l'amministrazione, gli promette che provvederà ella stessa a togliere le cambiali dalla circolazione. Spera così di indurre il giovane a ricambiare il suo amore ma Giorgio conosce Rosalba e se ne innamora. Intanto, riappare sulla scena un antico amante di Laura, Vittorio, uscito di prigione. Questi ricatta Laura e tenta di usarle violenza. Don Andrea sorprende i due: lui scappa e Laura, ritenuta colpevole d'adulterio, viene cacciata via. Vittorio, impadronitosi delle cambiali di De Montero, tenta di ricattarlo ma Giorgio, che ha ottenuto il perdono del principale e si è fidanzato con Rosalba, respinge il delinquente, che, dopo una colluttazione, lascia svenuto a terra. Il malfattore muore e De Montero viene accusato d'assassinio. Laura intanto ha scoperto che Rosalba è sua figlia: mentre corre a riabbracciarla, viene investita da una macchina. Prima di morire, confessa d'aver ucciso involontariamente l'antico amante. Giorgio, riconosciuto innocente, sposerà Rosalba.

## Produzione
Il film è ascrivibile al filone dei melodrammi sentimentali, comunemente detto strappalacrime, allora molto in voga tra il pubblico italiano, in seguito ribattezzato dalla critica con il termine neorealismo d'appendice.
I protagonisti sono Roberto Risso (divenuto celebre l'anno successivo come co-protagonista di Pane, amore e fantasia a fianco di Vittorio De Sica e Gina Lollobrigida) e Silvana Muzi, che invece non prenderà più parte a nessun'altra pellicola. Lo stesso regista Natale Montillo interpreta la parte di don Andrea ed Elli Parvo quello della madre della protagonista. Caratterizzano i momenti comici Beniamino Maggio e Ugo D'Alessio. A Renato Baldini la parte dell'antagonista.
Gli interni furono realizzati a Roma negli stabilimenti del S.A.F.A. Palatino, mentre le riprese esterne si svolsero tra Pompei, Castellammare di Stabia e Napoli.

## Distribuzione
Il film venne distribuito nelle sale cinematografiche italiane a partire dall'11 settembre del 1952.

## Incassi
Il film ebbe molto successo tra il pubblico incassando 376.000.000 di lire dell'epoca.

## Critica
(Vito Pandolfi)